# 백전초등학교 (경남)
백전초등학교는 대한민국 경상남도 함양군 백전면 평정리에 있는 공립 초등학교이다.

## 학교 연혁
- 1908년 2월 1일 사립 열신학교 개교
- 1921년 7월 17일 백전공립보통학교 개편
- 1938년 4월 1일 백전공립심상소학교로 개칭[1]
- 1941년 4월 1일 백전공립국민학교로 개칭[2]
- 1982년 3월 5일 병설유치원 개원
- 1993년 3월 1일 봉현분교장 통합
- 1994년 3월 2일 학교급식 실시
- 1995년 3월 1일 대평분교장 통합
- 1996년 3월 1일 백전초등학교로 개칭[3]
- 1996년 3월 1일 백운국민학교 통합
- 2020년 2월 14일 제96회 졸업식(졸업생 총수 3,856명)
- 2020년 3월 1일 제47대 안창남 교장 부임

## 참고 자료
- 백전초등학교 - 한국교육학술정보원 학교알리미